# Osvaldo Cartery
Osvaldo Cartery, argentinski plesalec, * 1938, Buenos Aires, † 9. oktober 2015.
Osvaldo je slavni plesalec argentinskega tanga. Znan je po svoji mehki hoji, zaradi katere je dobil nadimek Pies de miel (Medene noge). Tanga se je naučil že v mladih letih in v času, ko je bilo še v navadi, da so moški, preden so se podali na plesišče in zaplesali z ženskami, trenirali med sabo. Po poroki z Luiso Inés de Cartery tanga trideset let ni plesal. Z ženo se je spet vrnil na plesišče leta 2004, ko sta na mednarodnem tekmovanju v Buenos Airesu osvojila naslov svetovnih prvakov v salonskem tangu.